# Thereva frontalis
Thereva frontalis är en tvåvingeart som beskrevs av Thomas Say 1824. Thereva frontalis ingår i släktet Thereva och familjen stilettflugor. Inga underarter finns listade i Catalogue of Life.